# Mathias Steenstrup
Mathias Georg Gotthilf Steenstrup (født 22. juli 1822 i Hillerslev i Thy, død 13. oktober 1904 i København) var en dansk forfatter, bror til Japetus Steenstrup.
Han blev 1840 student fra Randers lærde Skole, 1845 cand. theol. kastede sig over historiske og filosofiske studier og disputerede 1854 for magistergraden (siden ændret til dr.phil.) med afhandlingen Historisk-kritisk Oversigt over Forsøgene paa at give en Historiens Filosofi. Siden blev Steenstrups navn hovedsagelig knyttet til redaktør- og udgivervirksomhed.
1855—68 redigerede han Dansk Maanedsskrift og siden 1866 de af Udvalget for Folkeoplysningens Fremme udgivne skrifter, til hvilke han selv har givet bidrag. 1876-88 var hans statens tilsynsmand ved højskolerne og skrev 1886 forsvarsskriftet Anklagerne mod Højskolerne, belyste ved Kendsgerninger.
Steenstrup blev Ridder af Dannebrog 1874 og Dannebrogsmand 1900. Han er begravet på Frederiksberg Ældre Kirkegård.